# Václav Salač
Václav Salač (24. srpna 1899 Praha – 2. května 1985) byl český vědec, výzkumník, pedagog a manažer, který se celý život zabýval problematikou pivovarnictví a chmelařství. Nejvýznamnější část svého profesního života působil v instituci, která se dnes nazývá Výzkumný ústav pivovarský a sladařský.

## Život
Vystudoval reálné gymnázium v Praze. Ve studiích pokračoval na Vysoké škole chemicko-technologické při Českém vysokém učení technickém v Praze. Studia ukončil druhou státní zkouškou. Na základě disertační práce O chmelových problémech a o změnách chmele dlouhým uskladněním získal v roce 1935 vědeckou hodnost doktora technických věd. Krátce pracoval v několika potravinářských a pivovarských závodech. V roce 1922 nastoupil do tehdejších Vědeckých ústavů pivovarských, kde kromě kontrolní a výzkumné činnosti v letech 1933 až 1955 učil na pivovarnické škole. V ústavu zřídil výzkumné oddělení,jehož byl až do roku 1945 vedoucím, po té byl jmenován ředitelem ústavu i připojené pivovarnické školy. Tuto funkci vykonával do roku 1958. V roce 1959 odešel do důchodu.

## Vědecko-výzkumná činnost
Jeho činnost úzce souvisela s praxí, zajímal se o osud českého chmelařství, kdy byl po druhé světové válce celosvětový nedostatek chmele. Snažil se vypracovat metody na jeho úsporu v pivovarech. Jeho metoda izomerace chmelových pryskyřic přímo ve varně a návrh na využití chmelového mláta pomohly po válce ke zvýšení vývozu chmele. Dalším jeho návrhem bylo zpracování méně jakostního chmele, který byl k dispozici po válce, na chmelový extrakt. Tento chmelový extrakt se vyznačoval vyšším obsahem tříslovin. Dále vypracoval metodu na dezinfekci filtrační hmoty roztokem manganistanu draselného. Navrhl také způsob stanovení tzv. indexu hořkosti piva, kdy se na základě analýzy posuzuje hořkost piva i z hlediska kvality, což se používalo při speciálních analýzách piv.

## Publikační činnost
Za dobu své aktivní činnosti uveřejnil více než 70 vědeckých prací a informačních článků. Byl spoluautorem knihy Technologie piva a sladu. Hlavním tématem byl chmel, jeho složení, chemické změny při uskladnění a při vaření se sladinou a analytika chmele. Již v důchodu vypracoval rozsáhlou studii o chmelu Kritický pohled na výzkum chmele a chmelovaru, kterou dokončil v roce 1977.